# H 65 Höör
Der Höörs Handbollsklubb H 65 ist ein schwedischer Handballverein aus Höör, der 1965 gegründet wurde.

## Mannschaften
Die erste Frauenmannschaft des Vereins spielt seit dem Aufstieg zur Saison 2011/12 in der Svensk HandbollsElit, der höchsten schwedischen Spielklasse in Schweden im Handball. Die erste Männermannschaft spielt in der dritten Liga in Schweden, in der Division 1. Neben den zwei aktiven Mannschaften gibt es noch zahlreiche Jugendmannschaften. Ihre Heimspiele tragen die Mannschaften in der Björkvikshallen in Höör aus.

## Erfolge

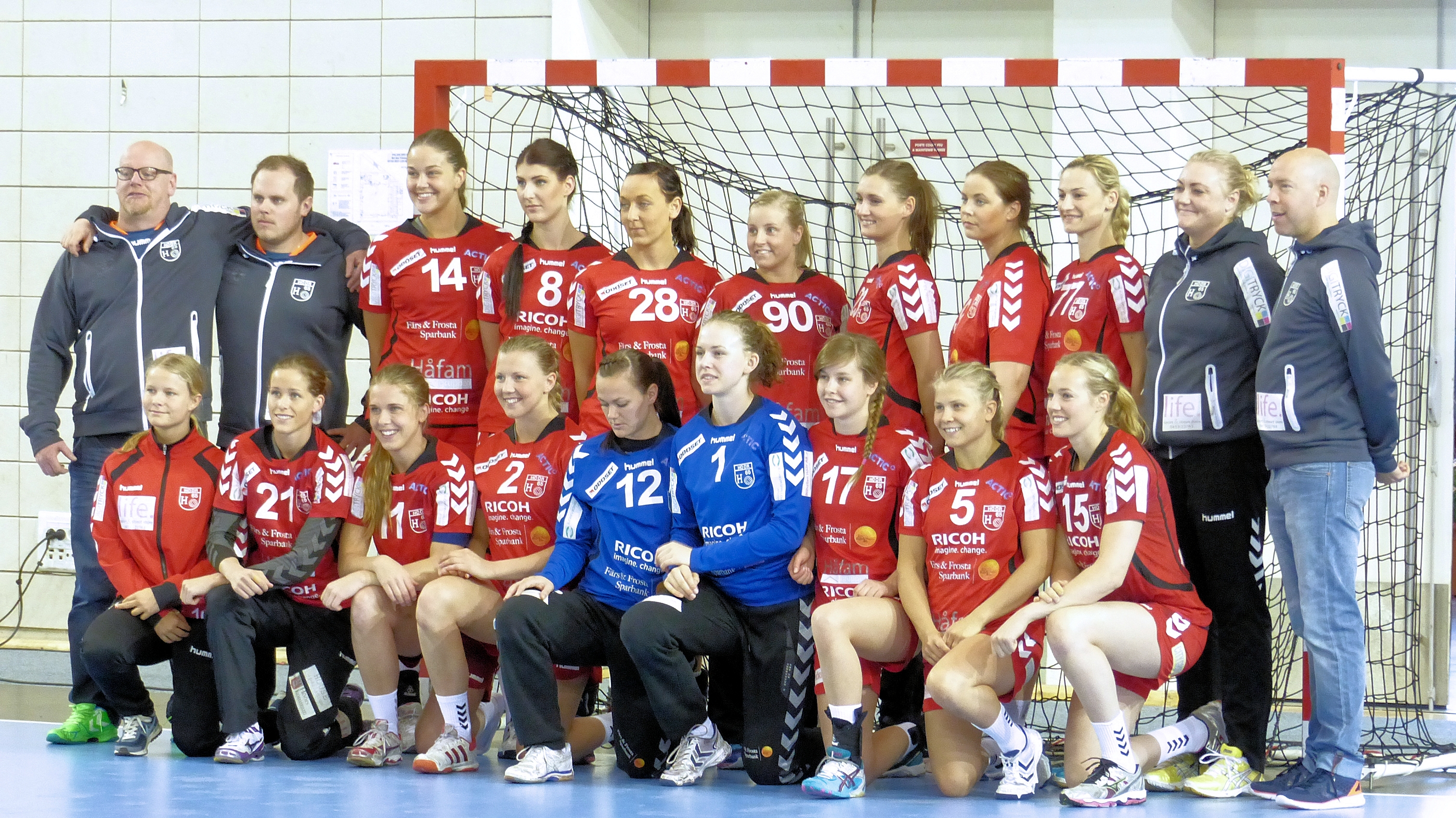
Mannschaftsfoto des H 65 Höör am 11. Mai 2014

In der Saison 2012/13 schied die erste Frauenmannschaft im Halbfinale des EHF Challenge Cup 2012/13 gegen den kroatischen Erstligisten ŽRK Fantasyland Samobor aus. Ein Jahr später, in der Saison 2013/14, konnte sich die Frauenmannschaft des Vereins im Finale des EHF Challenge Cup 2013/14 gegen den französischen Erstligisten Issy Paris Hand mit einer Wertung von 42:42 im Hin- und Rückspiel durchsetzen, da sie mehr Auswärtstore warfen. In der Saison 2016/17 zog Höör erneut in das Finale des EHF Challenge Cups ein, scheiterte dort jedoch am kroatischen Klub RK Lokomotiva Zagreb. In derselben Saison gewann Höör erstmals die schwedische Meisterschaft. Im Jahr 2025 gewann H 65 Höör erstmals den schwedischen Pokal. Das Finale gewann das Team mit 30:18 gegen Skuru IK.